# Lamy
Lamy är en tysk tillverkare av stift-, kulspets- och reservoarpennor med säte i Heidelberg. Bolaget är känt för sina designade pennor, bland annat Lamy 2000.

## Historia
Lamy grundades 1930 i Heidelberg av C. Josef Lamy som Orthos Füllfederhalter-Fabrik C.J. Lamy. Reservoarpennor såldes under namnen Orthos och Artus. Det stora genombrottet för företagets pennor kom med modellen Lamy 27 som kom ut på marknaden 1952. Manfred Lamy tog i början av 1960-talet över ledningen av företaget. Han riktade in produktionen på designade pennor i Bauhaus-traditionen och med samtida bilder i Braun och Olivetti. En milstolpe är Lamy 2000 som har funnits i produktion sedan 1966. 1980 lanserades LamySafari.
Företaget har satsat på att designa pennorna med en ofta enkel och stilren design. Företaget har anlitat flera kända formgivare för sina pennor, bland annat Gerd A. Müller, Mario Bellini och Richard Sapper. Två av deras mer populära produkter är reservoarpennorna Lamy Safari som använder converter eller patroner och Lamy 2000 som använder en skruvpump. 

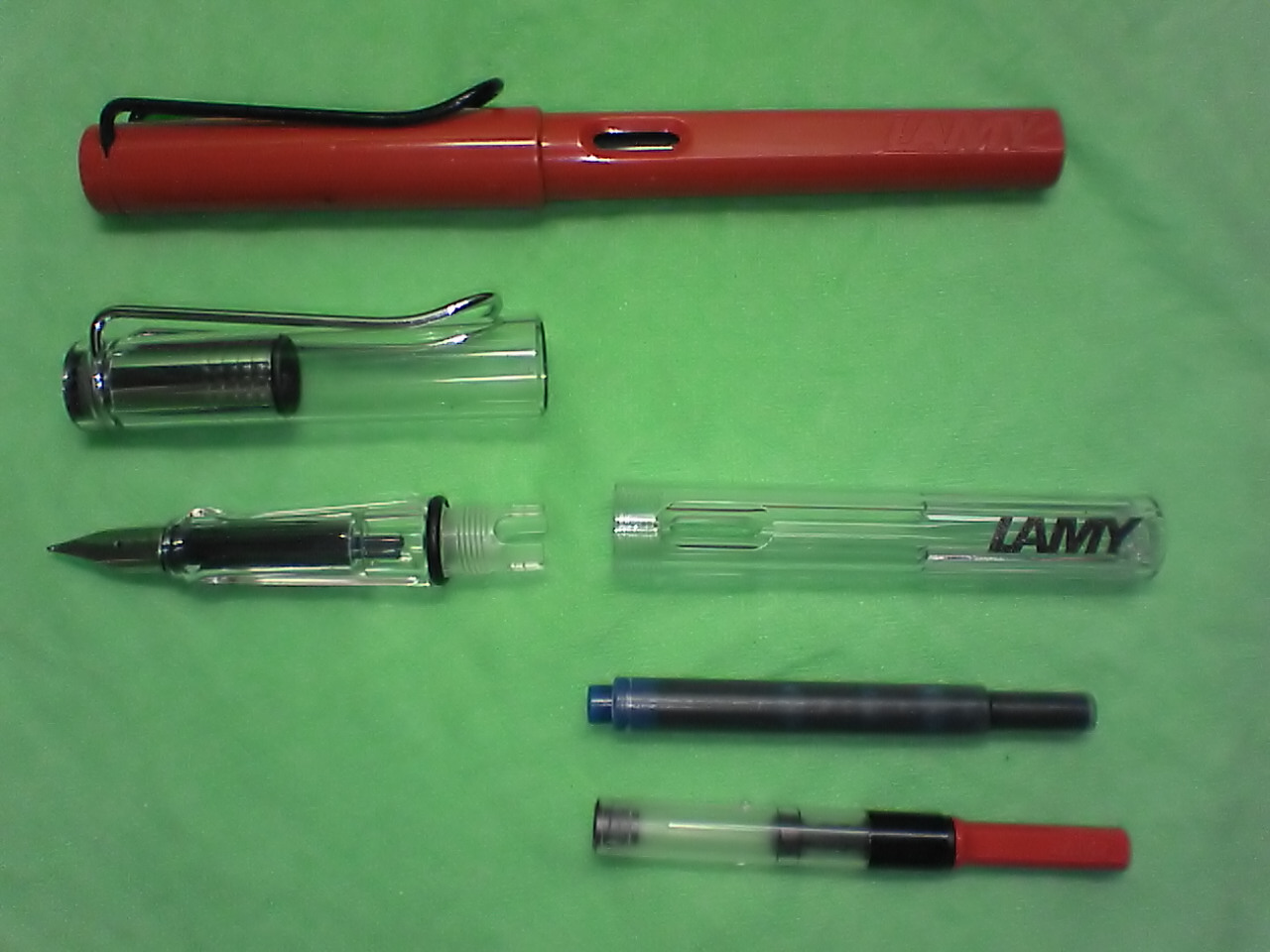
Lamy Vista och Safari med bläckpatron och adapter.
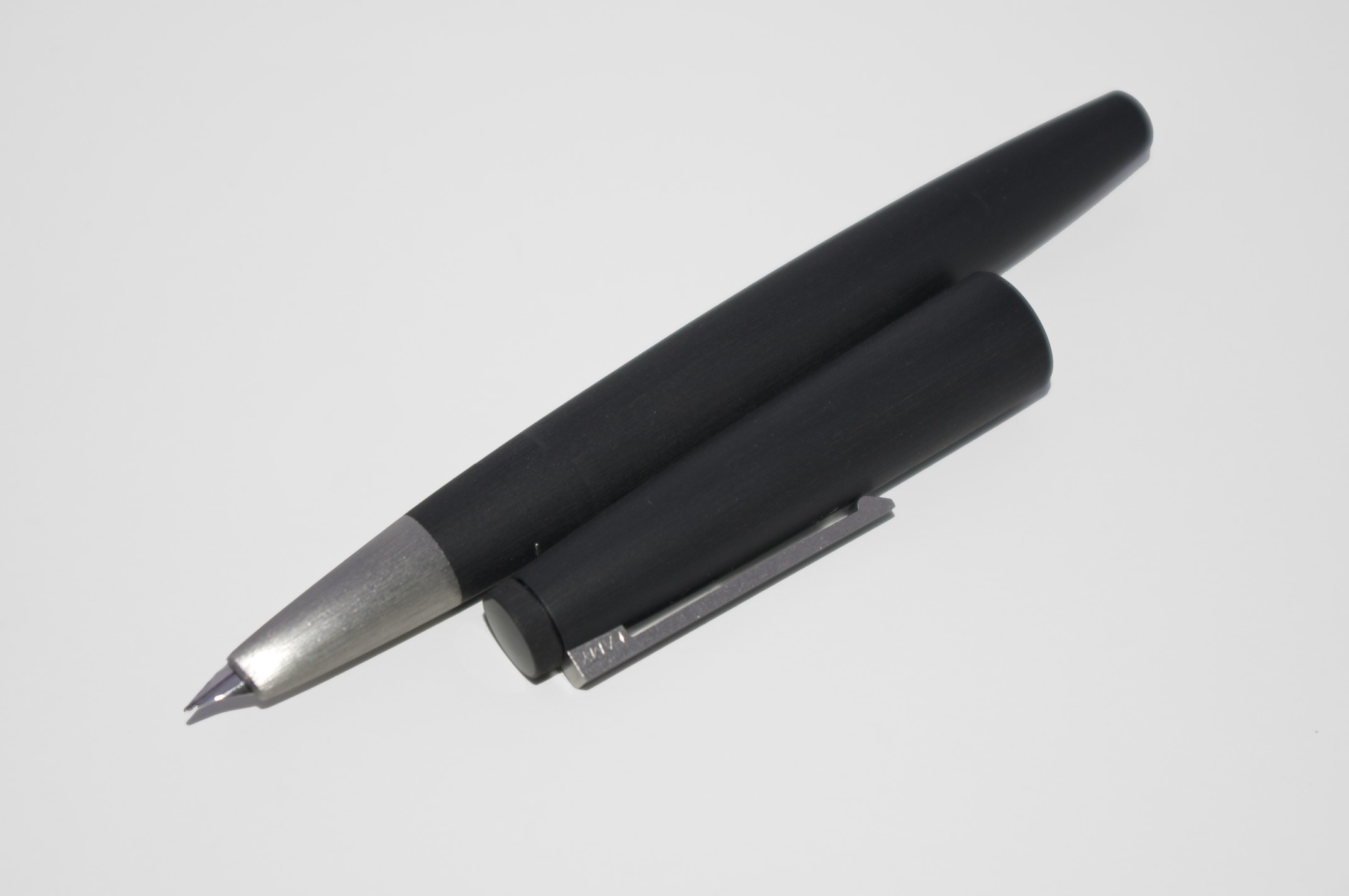
Lamy 2000 med öppen huv.
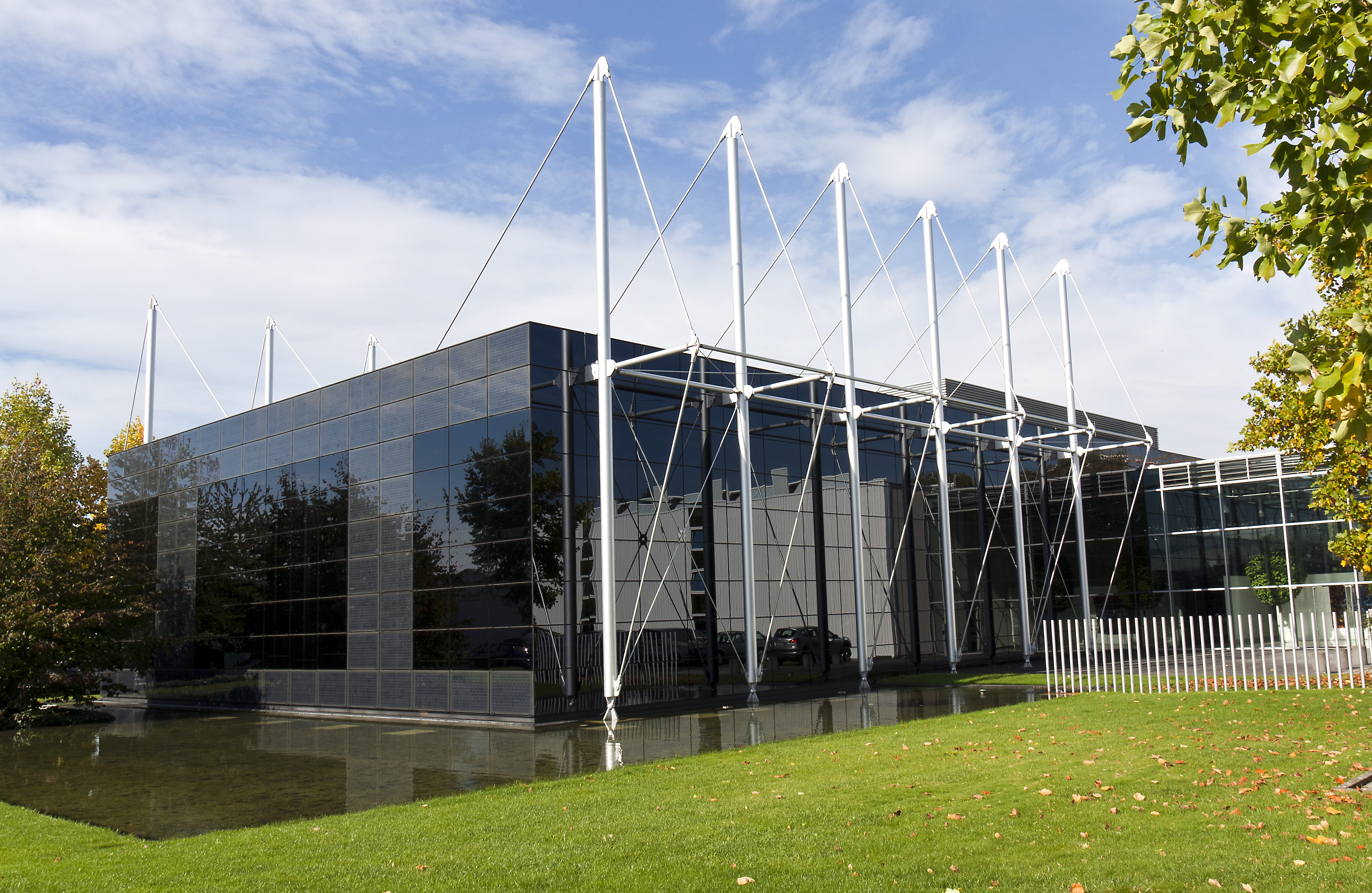
Lamys huvudkontor i Heidelberg.